# Doraemon - Il film: Nobita e gli eroi dello spazio
Doraemon - Il film: Nobita e gli eroi dello spazio (映画ドラえもん のび太の宇宙英雄記?, Eiga Doraemon: Nobita no Space Heroes) è un film d'animazione del 2015 diretto da Yoshihiro Osugi.
È il trentacinquesimo film d'animazione tratto dalla serie Doraemon di Fujiko Fujio, diretto da Yoshihiro Osugi.

## Trama
Nobita ed i suoi amici sono affascinati da una serie televisiva intitolata Gli eroi dello spazio e decidono così di girare un film con loro protagonisti, tramite un apposito chiusky, chiamato Registamburgher.Ognuno acquisira poteri derivanti dalle sue passioni:Doraemon può usare il potere di un super pugno, Shizuka è in grado di controllare l'acqua, Gian può contare sulla sua super forza e Suneo ha un trapano sul braccio, mentre Nobita ha un potere particolare... Quello dell'uso del ripiglino! A causa di un equivoco, si ritroveranno però a combattere nello spazio per difendere il popolo di Aron da tre pirati spazio-temporali, Haido, Ogon e Meba, che - sotto il falso nome di Compagnia Space Partners - hanno intenzione di fare esplodere il loro pianeta, ricco di un preziosissimo minerale. Grazie ad una geniale intuizione di Nobita, i cinque eroi riusciranno però a salvare in extremis il pianeta.

## Colonna sonora

### Sigle
| Giappone | Giappone                                          | Giappone |
| Tipo     | Titolo                                            | Cantante |
| -------- | ------------------------------------------------- | --- |
| Opening  | Yume o kanaete Doraemon (夢をかなえてドラえもん?) | Wasabi Mizuta (Doraemon), Megumi Ohara (Nobita), Yumi Kakazu (Shizuka), Tomokazu Seki (Suneo), Subaru Kimura (Gian). |
| Ending   | "360°" (サンビャクロクジュウド ?)                 | Miwa |

## Distribuzione
Il film è stato distribuito nelle sale giapponesi il 7 marzo 2015, mentre in Italia è stato distribuito al cinema da Lucky Red dal 28 gennaio 2016 con la collaborazione di Sky Cinema HD. In Italia i primi minuti del film sono andati in onda su Boing il 26 gennaio alle 20.00 e su Sky Cinema Family HD il 26 gennaio alle 20.55, attualmente il film è disponibile in DVD e Blu-Ray da Lucky Red ed è l'ottavo film anime per incassi nella nazione.

### Edizione italiana
L'edizione italiana è a cura di Romina Franzini per Lucky Red, doppiata presso la Merak Film di Milano su dialoghi di Alessandro Germano, mentre la direzione del doppiaggio è di Davide Garbolino.